# غاري بيترز (سياسي)
غاري بيترز (بالإنجليزية: Gary Peters)‏ هو مدرب ‏ ومحكم وضابط وبروفيسور وسياسي أمريكي، ولد في 1 ديسمبر 1958 في الولايات المتحدة. حزبياً، نشط في الحزب الديمقراطي.

## مناصب
- انتخب عضو مجلس الشيوخ الأمريكي عن دائرة ميشيغان (3 يناير 2019 – ).
- في انتخابات مجلس النواب الأمريكي 2008 [الإنجليزية]‏، انتخب عضو مجلس النواب الأمريكي عن دائرة Michigan's 9th congressional district [الإنجليزية]‏ وقد انضم خلال فترته النيابية [الإنجليزية]‏ (6 يناير 2009 – 3 يناير 2011) للكتلة البرلمانية الحزب الديمقراطي.
- في انتخابات مجلس النواب الأمريكي 2010 [الإنجليزية]‏، انتخب عضو مجلس النواب الأمريكي عن دائرة Michigan's 9th congressional district [الإنجليزية]‏ وقد انضم خلال فترته النيابية [الإنجليزية]‏ (5 يناير 2011 – 3 يناير 2013) للكتلة البرلمانية الحزب الديمقراطي.
- في انتخابات مجلس النواب الأمريكي 2012، انتخب عضو مجلس النواب الأمريكي عن دائرة الدائرة الكونغرسية الرابعة عشر لميشيغان [الإنجليزية]‏ وقد انضم خلال فترته النيابية (3 يناير 2013 – 3 يناير 2015) للكتلة البرلمانية الحزب الديمقراطي.
- في انتخابات مجلس الشيوخ في الولايات المتحدة 2014 [الإنجليزية]‏، انتخب عضو مجلس الشيوخ الأمريكي عن دائرة Michigan ‏ وقد انضم خلال فترته النيابية [الإنجليزية]‏ (6 يناير 2015 – 3 يناير 2017) للكتلة البرلمانية الحزب الديمقراطي.
- في انتخابات مجلس الشيوخ في الولايات المتحدة 2014 [الإنجليزية]‏، انتخب عضو مجلس الشيوخ الأمريكي عن دائرة Michigan ‏ وقد انضم خلال فترته النيابية [الإنجليزية]‏ (3 يناير 2017 – 3 يناير 2019) للكتلة البرلمانية الحزب الديمقراطي.
- انتخب عضو المجلس المحلي [الإنجليزية]‏ (1991 – 1993).
- انتخب عضو مجلس ولاية ميشيغان (1995 – 2002).
- انتخب عضو مجلس النواب الأمريكي (3 يناير 2009 – 3 يناير 2015).

## وصلات خارجية
- الموقع الرسمي